# Rue de la Cense-aux-blés
La  rue de la Cense-aux-blés  est une voie publique urbaine de la commune de Lille, dans le département français du Nord.

## Situation et accès
La rue  de la Cense-aux-blés relie la rue du Guet à la rue Saint-Sébastien. Elle croise le quai des Chevillards 

## Origine du nom
La rue rappelle la Cense du Metz,  cense signifiant ferme, qui était à l’emplacement de la partie est de la rue autour du quai des Chevillards Cette ferme qui existait au XIIIe siècle avait été donnée à l'hospice Comtesse par la Comtesse Jeanne. Avant la construction des remparts de Vauban en 1670, elle était à l’extérieur de l’enceinte médiévale, au nord du faubourg Saint-André.

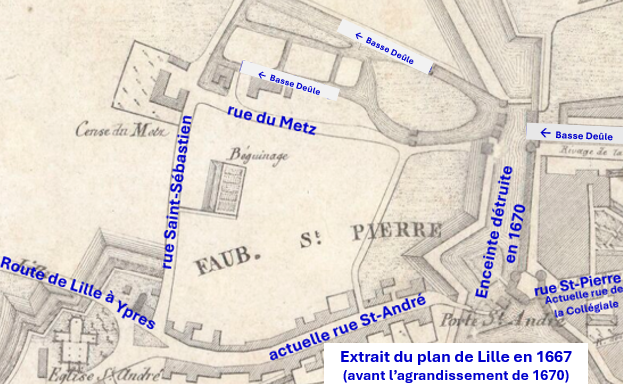
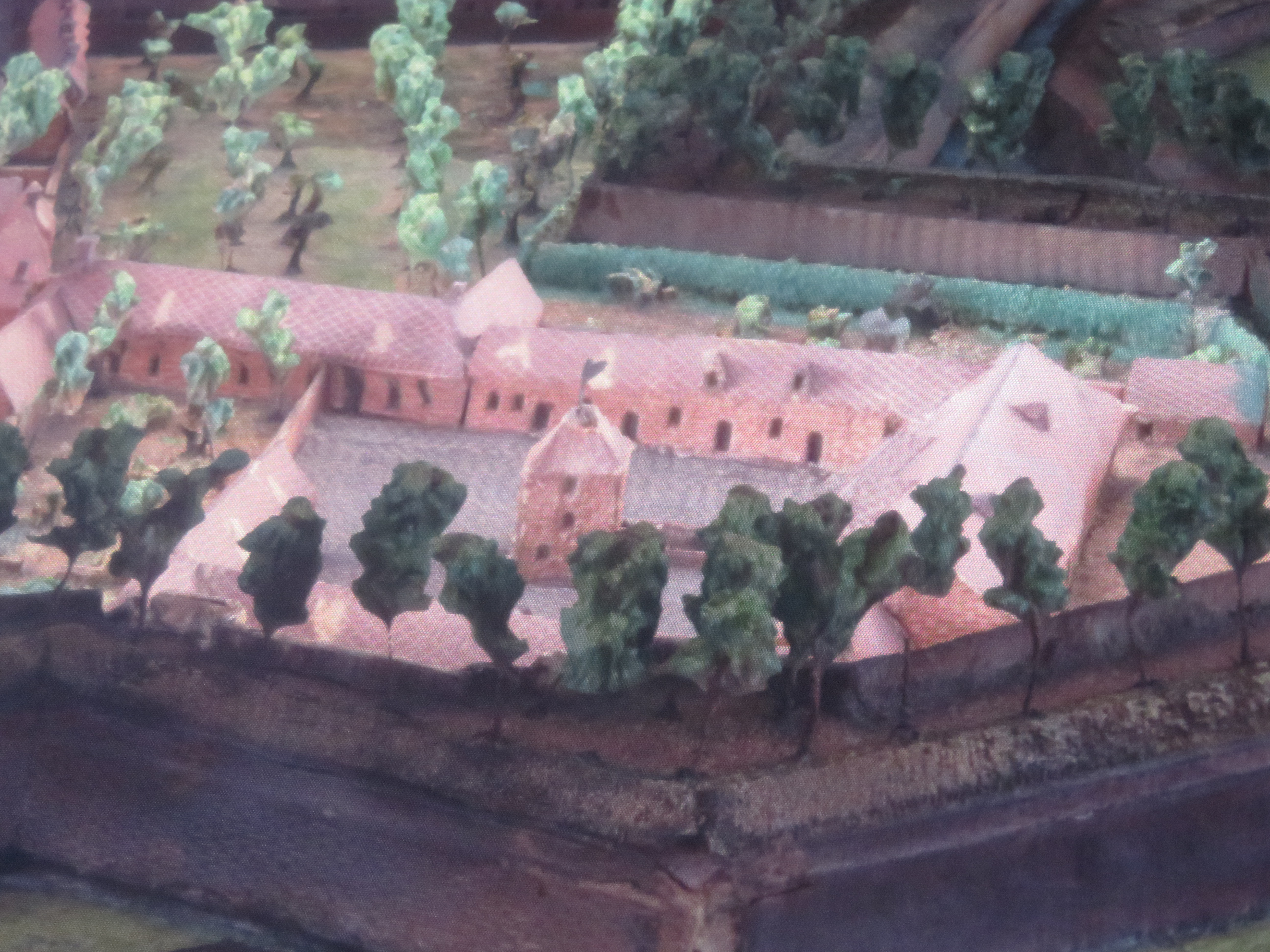
La Cense du Metz en 1745 sur plan relief de Lille

## Histoire
La rue est située sur le territoire de l'agrandissement de la ville vers la Citadelle et le nord en 1670 à la suite de la conquête de Louis XIV. Son emplacement proche du rempart de Vauban est en partie situé sur l’ancien bastion du Metz ainsi nommé car il entourait la Cense du Metz. 
Ce bâtiment est détruit à la fin du XVIIIe siècle.
Des abattoirs ouverts en 1825 sont établis en bordure du bastion du Metz et jusqu’aux rues Saint-Sébastien et du Guet. Ces abattoirs ferment dans les années 1990 et un quartier d’immeubles  d’habitations d’architecture néoflamande est construit à cet emplacement.

## Description
La rue de la Cense-aux-blés est une voie secondaire  à sens unique de circulation et double-sens cyclable  bordée d’immeubles d'habitation d’architecture néo-flamande.